# The Fountain (filmzene)
A The Fountain Darren Aronofsky 2006-os A forrás című filmjéhez készült zene, amelyet 2006. november 27-én adott ki a Nonesuch Records. Az album Clint Mansell, a Kronos Quartet és a Mogwai együttműködésével jött létre. A kritikusok szemében megosztó művet számos díjra jelölték.

## Felvétel
A dalok írója Clint Mansell, aki a Pi és a Rekviem egy álomért filmek zenéjét is szerezte. A zenésszel a San Franciscó-i Kronos Quartet és a skót Mogwai dolgozott együtt. Darren Aronofsky szerette volna David Bowie-t (akinek Space Oddity dala hozzájárult a film történetéhez) is bevonni a munkálatokba, de az együttműködés végül meghiúsult. A tervek szerint Bowie a Mansellel közös felvételek alkalmával a film dalait átdolgozta és felénekelte volna. A lemezt a felvételek befejeztével kiadója megjelentette.
Mansell a három cselekményszálat egybefűző dalok keresésébe kezdett. Természetes hatást szeretett volna elérni, a számokba kóruséneket és elektronikus részleteket is csatolni akart, ezzel „egy életre kelt emberi alkotást” létrehozni. A legtöbb filmzenével szemben, amelyeket a forgatás végeztével készítenek el, A forrás zenei anyagának felvétele a műsorral együtt zajlott, így a zene folyamatosan fejlődött. Erről a zeneszerző a következőt mondta: „ösztönösen figyelsz arra, hogy a filmnek mire van szüksége”.
Az anyag 5–6 évig készült. A rendező kívánsága szerint kizárólag ütőhangszerekkel kellett volna készülnie, de ehhez a film túl hosszú volt. Mivel Clint Mansell nem rendelkezett elég tudással a klasszikus zenei hangszerekkel kapcsolatban, egy segítőt fogadott, akivel a kezdeti anyagot zongorán komponálták újra. A Together We Will Live Forever elektronikus darabot Mansell a főszereplő emlékeinek bemutatása közben lejátszott dalnak szánta. A stáblista alatt is szóló számhoz felkérték Antony Hegartyt, az Antony and the Johnsons énekesét, de a rendező szerint az ének nem illett a film befejezéséhez, így végül a dalt Randy Kerber zongorista játszotta el.

## Fogadtatás
A Ramp Industry The Fountain Remixed néven rajongói oldalt indított, ahonnan letölthetők a dalok, illetve az újrakevert változatok feltölthetőek, ezeket pedig a többi felhasználó értékeli.
A lemezért Clint Mansell 2006-ban elnyerte a Chicago Film Critics Association legjobb eredeti filmzenéért járó, valamint a World Soundtrack Academy az év legjobb eredeti filmzenéjéért járó díját, illetve a Public Choice Awardot. Ezen felül Golden Globe-díjra is jelölték, de művét ott legyőzte a Színes fátyol; a szerzőt továbbá jelölték a Critics' Choice Movie Award legjobb zeneszerzőnek járó díjára, de Philip Glass legyőzte.

## Számlista
Az összes szám szerzője Clint Mansell.
| 1.    | The Last Man                  | 6:09 |
| 2.    | Holy Dread!                   | 3:52 |
| 3.    | Tree of Life                  | 3:45 |
| 4.    | Stay with Me                  | 3:36 |
| 5.    | Death Is a Disease            | 2:34 |
| 6.    | Xibalba                       | 5:23 |
| 7.    | First Snow                    | 3:09 |
| 8.    | Finish It                     | 4:25 |
| 9.    | Death Is the Road to Awe      | 8:26 |
| 10.   | Together We Will Live Forever | 5:02 |
| 46:21 |                               |      |

## Közreműködők

### Kronos Quartet
- Hank Dutt – brácsa, húrok
- David Harrington, John Sherba – hegedű, húrok
- Jeffrey Zeigler – cselló, húrok

### Mogwai
- Stuart Braithwaite, John Cummings – gitár
- Dominic Aitchison – basszusgitár
- Martin Bulloch – dob
- Barry Burns – zongora

### Más zenészek
- James Bagwell – zongora
- Martin Doner, Drew Martin – tenor
- Misa Iwama, Karen Krueger – contralto
- Melissa Kelly, Kathy Theil – szoprán
- Christopher Roselli, Charles Sprawls – basszus
- Justin Skomarovsky – cseleszta, harangjáték, szervezés, programozás

### Gyártás
- Clint Mansell – producer
- Tony Doogan – producer, hangmérnök (Mogwai)
- Scott Fraser – producer, hangmérnök (Kronos Quartet)
- Geoff Foster – szekvencer (kórus)
- Bob Ludwig – maszterelés
- Dawn Thompson – hangtechnikus (Kronos Quartet)
- André Zeers – szerkesztés (Kronos Quartet)
- Ameoba Proteus – grafikai tervezés

## Fordítás
Ez a szócikk részben vagy egészben  a   The Fountain (soundtrack) című angol Wikipédia-szócikk ezen változatának fordításán alapul.  Az eredeti cikk szerkesztőit annak laptörténete sorolja fel. Ez a jelzés csupán a megfogalmazás eredetét és a szerzői jogokat jelzi, nem szolgál a cikkben szereplő információk forrásmegjelöléseként.